# Andrzej Ćwierz
Andrzej Bogusław Ćwierz (ur. 20 sierpnia 1947 w Przeworsku) – polski polityk, nauczyciel i fizyk, poseł na Sejm RP V i VI kadencji.

## Życiorys
W 1973 ukończył studia z zakresu fizyki na Wydziale Matematyczno-Fizyko-Chemicznym Uniwersytetu Jagiellońskiego. W 1987 uzyskał stopień doktora nauk technicznych w Akademii Górniczo-Hutniczej w Krakowie. W latach 1974–1975 i 1979–1990 był pracownikiem naukowym AGH, a w latach 1975–1979 Politechniki Rzeszowskiej. Od 1990 do 2005 uczył fizyki w liceum ogólnokształcącym w Jarosławiu.
Z listy Prawa i Sprawiedliwości w 2001 bez powodzenia kandydował do Sejmu (jako członek Przymierza Prawicy, rozwiązanego w 2002), a w 2005 został wybrany na posła V kadencji w okręgu krośnieńskim. W wyborach parlamentarnych w 2007 po raz drugi uzyskał mandat poselski, otrzymując 6903 głosy. Został jednym z reprezentantów polskiego parlamentu w Zgromadzeniu Parlamentarnym Rady Europy, gdzie przystąpił do komisji ds. równouprawnienia kobiet i mężczyzn, w ramach której wnioskował o podjęcie rezolucji wzywającej Komitet Ministrów Rady Europy o podjęcie kroków w sprawie ukrócenia przez państwa członkowskie ekstremalnych form pornografii.
W wyborach do Parlamentu Europejskiego w 2004, 2009 i 2014 bez powodzenia kandydował z listy PiS. W 2011 nie uzyskał reelekcji do Sejmu. W 2014 i 2018 startował także bezskutecznie do sejmiku podkarpackiego. Mandat radnego VI kadencji przypadł mu jednak w 2019 w miejsce Teresy Pamuły.